# George Augustus Selwyn (obispo)
George Augustus Selwyn (5 de abril de 1809 - 11 de abril de 1878) fue el primer Obispo anglicano de Nueva Zelanda.
Fue obispo de Nueva Zelanda de 1841 a 1858, Primado de Nueva Zelanda de 1858 a 1868 y Obispo de Lichfield de 1868 a 1878.